# Surcuolm
Surcuolm est une ancienne commune suisse du canton des Grisons, située dans la région de Surselva.
Elle a fusionné le 1er janvier 2009 avec Flond pour former la commune de Mundaun. Son ancien numéro OFS est le 3600. Mundaun a elle-même été intégrée au sein d'Obersaxen Mundaun en 2016.

## Notes et références

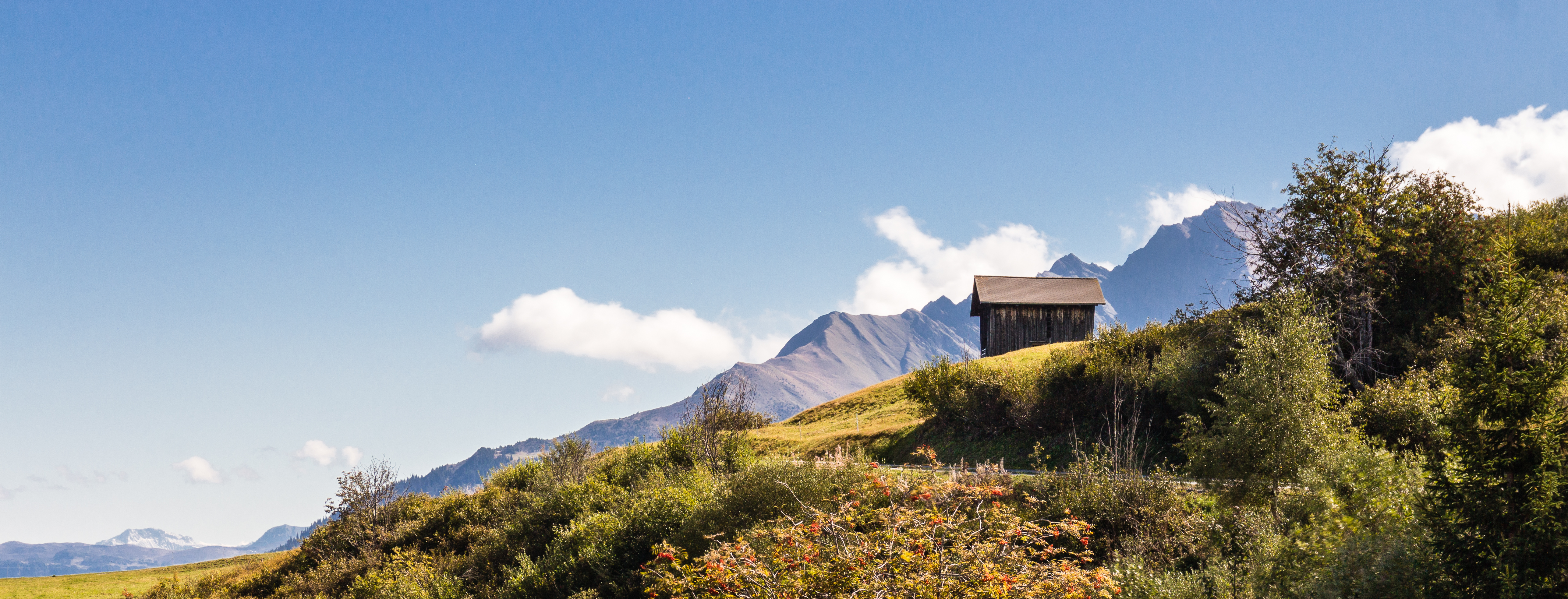
Cuolm Sura, une aire protégée à Surcuolm. Septembre 2022.

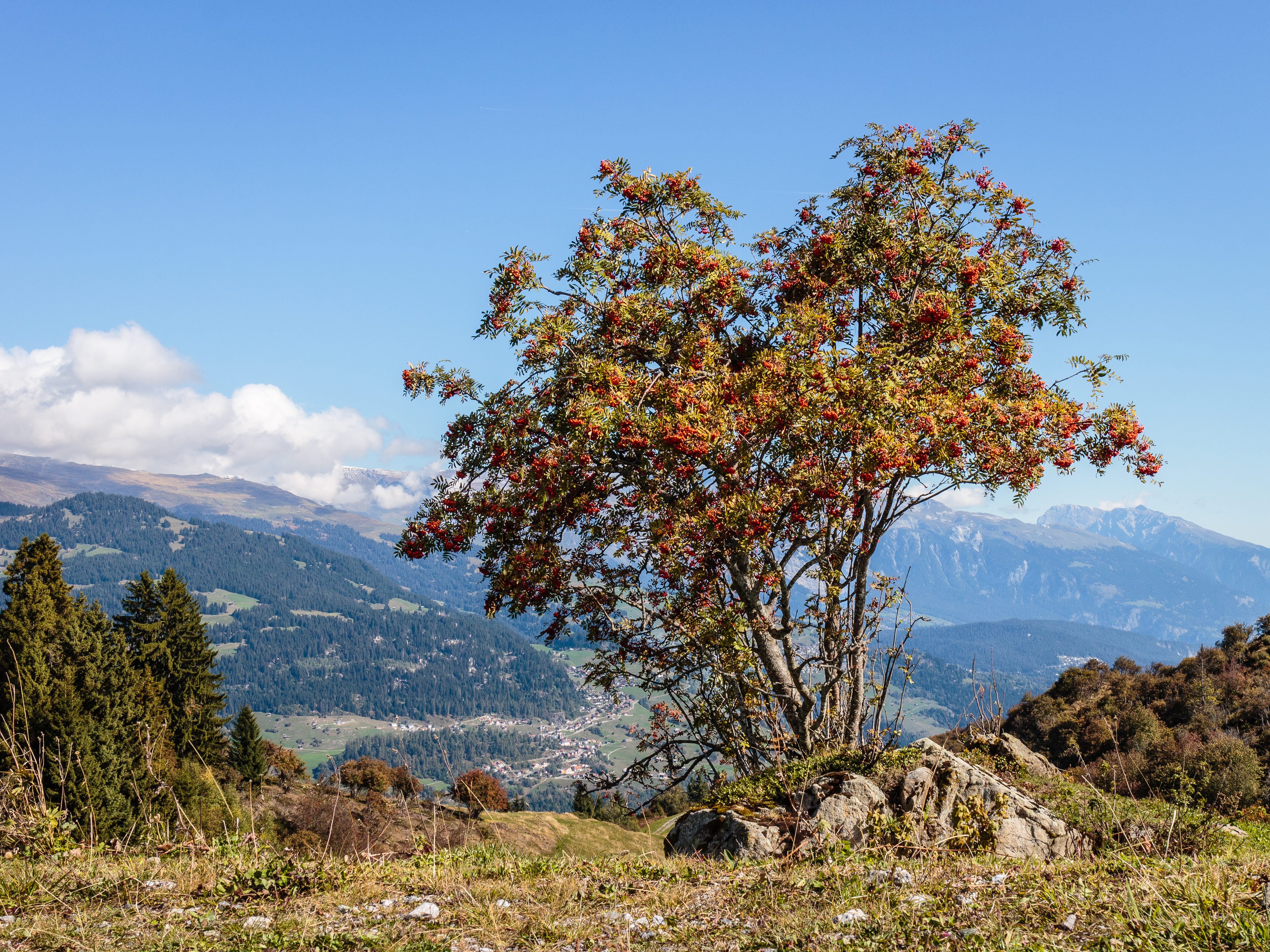
Sorbus aucuparia à Cuolm Sura, Surcuolm. Septembre 2022.